# Pîremêrd

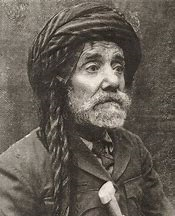
Pîremêrd

Pîremêrd (* 1867 bei Silemani; † 15. Juni 1950 ebenda; vollständiger Name Tawfeq Mahmoud Hamza) war ein kurdischer Dichter und Schriftsteller.

## Leben
Pîremêrd stammte aus einer prominenten kurdischen Familie. Sein Großvater war Minister in dem bis 1850 administrativ autonomen kurdischen Fürstentum Baban.
Pîremêrd studierte Arabisch und das muslimische Recht Fiqh in Silemani und Baneh, das im Iran liegt. Von 1882 bis 1895 arbeitete er in den Behörden verschiedener Städte wie Silemani, Halabdscha und Scharbazher (Şarbajêr). 1898 ging er nach persönlicher Einladung des osmanischen Sultans Abdülhamid II. nach Istanbul. Er erhielt den Titel eines Beys. Nach einem Jahr Aufenthalt in Istanbul pilgerte er nach Mekka. Als Pilger erlangte er zusätzlich den Titel eines Haddschi, so dass er von fortan Hadschi Twafeq Bey genannt wurde. Auf seiner Pilgerfahrt lernte er den kurdischen Poeten Wefayi kennen. 1899 wurde Pîremêrd Mitglied des osmanischen Parlamentes und Mitglied der juristischen Schule in Istanbul.
1907 wurde er Mitglied in der kurdischen Organisation Komela Kurd. Zwischen 1909 und 1923 war er Kaymakam (Landrat) verschiedener Distrikte wie Hakkâri, Qeremursil, Balawa, Beytüşşebap in Şırnak, Gümüşköy, Adapazarı in Sakarya und Amasya.
Nach dem Ersten Weltkrieg kehrte er 1925 über Bagdad nach Silemani zurück. 1926 wurde er zum Herausgeber der kurdischen Zeitung Jîyan (Leben) und 1932 ihr Leiter. 1938 benannte er die Zeitung in Jîn um und publizierte sie bis 1950. Daneben war er einer der Gründer der ersten kurdischen Privatschule im heutigen Nordirak, der sogenannten „Qutabxaney Zanistî“ („Wissenschaftliche Schule“).
Pîremêrds Tätigkeit als Journalist und Verleger spielten eine große Rolle in der Festigung der kurdischen Sprache.

## Werke
- Übersetzung des Mawlawi Kurd aus dem Hawramani ins Sorani, 1935.
- Die Tragödie von Mem u Zin, 1935 (Nicht zu verwechseln mit dem Werk von Ehmedê Xanî)
- Die Geschichte des Mahmud Aga Schiwakal, 1942
- Galte û Gep, eine Sammlung kurdischer Folklore, 1947
- Kemançejen, eine Novelle und aus dem türkischen übersetzt
- Herausgabe der Gedichte des Mawlana Khalid Nakschbandi
- Herausgabe und Übersetzung der Gedichte des Besarani aus dem Hawramani ins Sorani
- Artikel über kurdische Geschichte und insbesondere über die Baban-Dynastie und dem Jaf-Stamm (Dschaf)
- Encamî Pîyawî Bengkêş (Das Schicksal eines Süchtigen), Kurzgeschichte aus dem Gelawêj Journal, 1941.
- Zoremilî Milşikanî le dûwaye (Aggression führt zur Niederlage) aus dem Gelawêj Journal, 1942.
- Felsefey Kiçe Kurdêk (Die Philosophie eines kurdischen Mädchens), Kurzgeschichte aus dem Gelawêj Journal, 1942.
- Xiramî, Kay kon, Kurzgeschichte aus der Jîyan Zeitung Nr. 483, 1936.